# Anatoli Aljabjev
Anatoli Nikolajevitsj Aljabjev (Russisch: Анатолий Николаевич Алябьев) (Danilkovo (Oblast Archangelsk), 12 december 1951 – Sint-Petersburg, 11 januari 2022) was een Sovjet-Russisch biatleet. 

## Carrière
Aljabjev werd in 1979 nationaal kampioen in de individuele wedstrijd. Een jaar later maakte Aljabjev zijn internationale debuut tijdens de Olympische Winterspelen 1980 in het Amerikaanse Lake Placid. Tijdens deze spelen won Aljabjev de gouden medaille in de individuele wedstrijd en de estafette, op de sprint won hij de bronzen medaille.
Tijdens de wereldkampioenschappen in 1981 en 1982 won Aljabjev de bronzen medaille op de estafette.
Aljabjev overleed op 70-jarige leeftijd in Sint-Petersburg aan COVID-19.

## Belangrijkste resultaten

### Olympische Winterspelen
| Jaar | Plaats      | Resultaten                                              |
| ---- | ----------- | ------------------------------------------------------- |
| 1980 | Lake Placid | 20 km individueel · 10 km sprint · 4 x 7,5 km estafette |

### Wereldkampioenschappen
| Jaar | Plaats | Resultaten                                        |
| ---- | ------ | ------------------------------------------------- |
| 1981 | Lahti  | 6e individueel · 7e sprint · 4 x 7,5 km estafette |
| 1982 | Minsk  | 4 x 7,5 km estafette                              |